# Temple Dajue
Le temple Dajue (chinois simplifié : 大觉寺 ; chinois traditionnel : 大覺寺 ; pinyin : dàjúe sì) est un temple bouddhique de Pékin crée au XVe siècle, sous la Dynastie Ming.